# Hollekreisch
Hollekreisch, parfois appelé Hoolegrasch ou Hallekreisch, est un rituel de naissance pratiqué par les Juifs ashkénazes. Il s'agit d'une cérémonie pour nommer les nouveau-nés, qui est menée par les enfants. Le nom donné lors de cette cérémonie n'est pas le nom sacré hébraïque, mais le nom utilisé dans la vie de tous les jours. La cérémonie est apparue au Moyen Âge dans les régions d'Alsace, d'Allemagne du Sud et de la Suisse et est toujours pratiquée dans certaines régions, pendant le XXe siècle.

## Étymologie
Les origines du mot « Hollekreisch » sont assez floues. Il est possible qu'il s'agisse d'une référence au mot hébreu khol « non sacré », peut-être issu de khol kreisch, qui pourrait signifier « cri séculier ». C'est une explication plausible, puisque la cérémonie est centrée sur l'attribution du nom séculier, et non au nom hébreu sacré, attribué à un garçon lors de sa Brit Milah.
Une autre théorie est que la cérémonie pourrait être liée à des coutumes allemandes locales (non juives). Les histoires païennes allemandes font souvent référence à une femme ou une déesse mythique appelée Frau Holle, dont on pense qu'elle enlève les bébés non baptisés. Les rituels allemands locaux visant à protéger les enfants consistent à les soulever trois fois en criant « Holle, Holle, Holle ». Au cours de cette cérémonie, l'enfant reçoit un nom. Ce rituel présente des similitudes évidentes avec le Hollekreisch, au cours duquel les enfants participant à la cérémonie crient Hollekreisch, wie soll das Kind heissen ? (Hollekreisch, comment doit-on nommer l'enfant ?), suivi de trois répétitions du nom choisi.

## Histoire
Dès le début du XIIIe siècle, le Mahzor Vitry décrit une cérémonie pour les nouveau-nés. Pendant cette cérémonie, les gens se rassemblent autour du berceau d'un nouveau-né et récitent des versets bibliques, tandis que des objets symboliques sont placés dans le berceau ou dans la main du bébé. L'une des premières mentions de la Hollekreisch en tant que cérémonie d'attribution de noms remonte au XVIe siècle, sous la plume du rabbin Israël ben Shalom Shakhna de Lublin (vers 1510-1558). Il décrit une cérémonie au cours de laquelle des enfants se rassemblent pour soulever le bébé et appeler son nom séculaire, et ajoute « et tout cela s'appelle Hallekreisch ».
Juspa Schammes (1604-1678), qui documente les rituels et les coutumes de la communauté juive de Worms écrit un texte détaillé sur le Hollekreisch, dont les détails semblent différer selon le sexe de l'enfant. Pour un bébé garçon, de jeunes garçons viennent à la maison, et les plus âgés lisaent une série de versets du Pentateuque ainsi que des versets importants tels que les Dix Commandements. Un tallit et des tzitzit sont placés sur le lit, ainsi qu'un livre ou une page du Talmud. Pour une petite fille, des jeunes filles viennent à la maison pour la cérémonie, aucun verset biblique n'est lu et une partie d'un vêtement de mariée est placée dans le berceau. N'importe le sexe, les enfants soulèvent le berceau trois fois, tout en criant « Holi Kreisch, wie soll das Kind heissen ? » (en français :  « Holi Kreisch, quel est le nom de l'enfant ? »). Ensuite, le nom séculaire choisi est répété trois fois. Des noix, des bonbons et des fruits sont distribués aux invités. Selon le récit de Juspa Schammes, les bonbons sont distribués aux filles à l'intérieur de la maison, tandis que pour les garçons, ils sont jetés dans la rue pour qu'ils les ramassent.

## Pratique moderne
Bien qu'il n'y ait que peu ou pas de témoignages de la Hollekreisch au XVIIIe siècle, le fait qu'elle soit encore pratiquée dans certaines régions de la vallée du Rhin et en Alsace témoigne de sa continuité à travers les siècles. Au XIXe siècle, le Hollekreisch semble être devenu une cérémonie principalement réservée aux filles. 
Le rituel est mentionné dans l'Avodat Israel siddur, un livre de prières avec un ordre fixe de prières quotidiennes, qui est généralement considéré comme la documentation faisant autorité sur la tradition juive allemande. Bien que le siddur Avodat Israël énumère les versets à dire lorsque le nouveau-né reçoit son nom séculier, il ne décrit pas davantage la cérémonie du Hollekreisch. Un siddur bilingue publié plus récemment[Quand ?] (le Koren-Sacks) inclut une cérémonie d'accueil des nouveau-nés de sexe féminin, confirmant un intérêt accru pour la célébration des filles, ainsi que le fait qu'il s'agit d'une tradition régionale spécifique à la frontière franco-allemande dans la vallée du Rhin.
Bien que le rituel séfarade de nomination Zeved habat soit plus largement connu, la cérémonie ashkénaze Hollekreisch a également gagné en popularité ces dernières années, développant de nombreuses variations locales. S'appuyant sur les versets bibliques standardisés, de nombreuses cérémonies incluent désormais un large éventail de mots différents selon la tradition locale, ainsi que des prononciations variées du mot Holle. Binyomin Schomo Hamburger décrit pas moins de vingt variations au cours du XIXe et du XXe siècle.